# Nhà thờ Hòa bình Świdnica
Nhà thờ Hòa bình Chúa Ba Ngôi ở Świdnica (Kościół Pokoju pw. Świętej Trójcy) là một Nhà thờ Hòa bình nằm tại Świdnica, Dolnośląskie, Ba Lan. Đây là một trong những địa điểm hấp dẫn nhất tại Silesia. Nó cùng với Nhà thờ Hòa bình Jawor được UNESCO công nhận là Di sản thế giới từ năm 2001 với tên gọi chung là Các nhà thờ Hòa bình tại Jawor và Świdnica. Đây là những nhà thờ khung gỗ lớn nhất châu Âu.

## Lịch sử
Đây là một trong ba nhà thờ Lutheran được xây dựng sau Hòa ước Westfalen 1648 tại Silesia. Nhà thờ được xây dựng từ tháng 8 năm 1656- đến tháng 6 năm 1657 (trong 10 tháng) bởi kiến trúc sư Albrecht von Saebisch (1610-1688) tới từ Wrocław. Nhà thờ có sức chứa lên tới 7.500 người với 3.000 người ngồi. Nó mang ktrúc Baroque với một cây đại phong cầm nổi tiếng được làm từ 1666-1669 bởi Christoph Klose, một người đến từ Brzeg trong khi bình đựng nước thánh là tác phẩm của Pancratius Werner tới từ Jelenia Góra. Người đầu tiên chơi cây đại phong cầm trong nhà thờ vào năm 1729 là học trò của nhà soạn nhạc vĩ đại Johann Sebastian Bach tên là Christoph Gottlob Wecker. Nỗi mùa hè có một lễ hội để vinh danh Bach. Các bức tranh và bích họa trong nhà thờ được vẽ bởi Christoph Kakicki và Christian Süßenbach. Bục giảng kinh (1729) là một cấu trúc đáng chú ý trong khi Bàn thờ (1732) là một tác phẩm của Gottfried August Hoffman.
Tháp chuông nhà thờ được xây dựng vào năm 1708. Năm 1992, nhà thờ được trùng tu với sự giúp đỡ từ Chính phủ Đức. Một trường học Luther được xây dựng lại từ năm 1854 là nơi mà nhà thờ Đức Johann Christian Günther và kiến trúc sư người Phổ Carl Gotthard Langhans đã từng nghiên cứu. Kể từ khi những người nói tiếng Đức bị trục xuất khỏi Silesia vào năm 1945, nhà thờ này phục vụ chủ yếu như một viện bảo tàng, phòng hòa nhạc.